# Hoàng Phê
Hoàng Phê (ngày 5 tháng 7 năm Kỷ Mùi, 1919 - 29 tháng 1 năm Ất Dậu, 2005) là Giáo sư, một nhà từ điển học, chuyên gia về chính tả tiếng Việt.

## Tiểu sử
GS. Hoàng Phê sinh tại làng Bảo An, phủ Điện Bàn, tỉnh Quảng Nam nay là xã Điện Quang, Điện Bàn, Quảng Nam. Cháu đời thứ ba của Tổng đốc Hoàng Diệu. Thuở thiếu thời, ông học tại quê nhà rồi theo học ở Hội An, Huế, Sài Gòn.
Sau cách mạng tháng 8 năm 1945, ông tham gia kháng chiến chống Pháp ở Hà Nội, Việt Bắc. Sau năm 1954, ông làm cán bộ nghiên cứu ở Viện Ngôn ngữ học, và tạp chí Ngôn ngữ học, giảng dạy tại Đại học Tổng hợp Hà Nội.
GS Hoàng Phê sinh ngày 15-7-1919 tại xã Ðiện Quang, huyện Ðiện Bàn, tỉnh Quảng Nam. Sinh trưởng ở một vùng quê hiếu học, từ nhỏ ông đã theo đuổi nghiệp đèn sách và đỗ tú tài phần thứ nhất vào năm 1937. Sớm có tinh thần yêu nước, ghét đế quốc, được giác ngộ cách mạng, cuối năm 1946, ông tham gia cách mạng. Từ tháng 1 đến tháng 6 năm 1947, ông phụ trách tuyên truyền kháng chiến huyện Nông Cống, Thanh Hoá và được kết nạp vào Ðảng cộng sản Việt Nam tại đây. Từ tháng 6 đến tháng 12 năm 1947 Ông là phó Trưởng ty tuyên truyền Tỉnh Thanh Hoá. Từ tháng 12-1947 đến tháng 12-1949, ông đảm nhiệm chức vụ Tỉnh đoàn trưởng Thanh niên Việt Nam tỉnh Thanh Hoá, kiêm nhiệm Hiệu trưởng Trường trung học Phan Tây Hồ, Chi hội trưởng chi hội nghiên cứu chủ nghĩa Mác Tỉnh Thanh Hoá. từ thánh 1-1950 đến tháng 9-1953, ông là cán bộ Trung ương Ðoàn thanh niên Cứu quốc, có thời gian làm Phó ban Tuyên truyền, Phó ban Tuyên huấn. từ tháng 9-1953 đến tháng 7-1955, ông được cử đi học Trường Nguyễn Ái Quốc. Từ tháng 7-1955 đến thánh 10-1959, ông là cán bộ Trung ương Ðoàn Thanh niên Lao động Việt Nam. Từ tháng 10-1959 đến 1968, ông là tổ trưởng tổ Ngôn ngữ học, Viện Văn học, thuộc Uỷ ban Khoa học và Kĩ thuật Nhà nước. từ năm 1968, ông là một trong bốn cán bộ được giao trọng trách thành lập Viện Ngôn ngữ học. Kể từ đó cho đến lúc nghỉ hưu năm 1997, ông là cán bộ nghiên cứu, nghiên cứu viên cao cấp Viện Ngôn ngữ học. Ông còn là Phó Tổng biên tập đầu tiên của Tạp chí Ngôn ngữ và đã có nhiều đóng góp trong việc xây dựng và phát triển Tạp chí. Ông cũng là Chủ tịch đầu tiên của Hội Ngôn ngữ học Việt Nam. Sau khi nghỉ hưu, ông đứng ra thành lập Trung tâm từ điển học, giữ cương vị Giám đốc, Chủ tịch Ban điều hành Trung tâm và tham gia công tác ở Trung tâm cho đến tận những ngày cuối cùng.
         Gần 60 năm tham gia cách mạng, ở các vị trí công tác khác nhau, GS Hoàng Phê đã có những cống hiến to lớn, rất đáng trân trọng cho xã hội, cho đất nước nói chung; cho ngành Ngôn ngữ học và Viện Ngôn ngữ học nói riêng. Ðảng và Nhà nước ta đã khẳng định tài năng và những công lao, cống hiến của GS Hoàng Phê. Năm 1980, với những thành tích về giảng dạy và nghiên cứu, ngay từ đợt phong học hàm đầu tiên của nước ta, ông đã được phong học hàm Phó Giáo sư. Năm 1984,ông được phong học hàm Giáo sư.
         Giải thưởng Nhà nuớc về khoa học công nghệ về công trình cá nhân
         Giải thưởng Nhà nuớc về khoa học công nghệ vềcông trình tập thể "Từ điền tiếng Việt" (chủ biên)
Các công trình khoa học đã công bố:
1. Điểm qua những ý kiến gần đây về vấn đề chữ quốc ngữ / Hoàng Phê // Nghiên cứu Văn học. - 1960. - số 6. - tr.: 61-65.
2. Tiến tới giải quyết hợp lí vấn đề chữ quốc ngữ / Hoàng Phê // Nghiên cứu Văn học. - 1960. - số 11. - tr.: 10-33.
3. Tình hình tiếng Việt và mấy nhiệm vụ cấp bách / Hoàng Phê // Nghiên cứu Văn học. - 1960. - số 2. - tr.: 50-59.
4. Vấn đề chữ quốc ngữ / Hoàng Phê // Nghiên cứu Văn học. - 1960. - số 5. - tr.: 60-72.
5. Tham luận về vấn đề cải tiến chữ quốc ngữ / Hoàng Phê // Vấn đề cải tiến chữ quốc ngữ. - H. : Văn hoá, 1961. - tr.: 373-381.
6. Vấn đề cải tiến chữ quốc ngữ / Hoàng Phê // Vấn đề cải tiến chữ quốc ngữ. - H. : Văn hoá, 1961. - tr.: 9-139.
7. Một số ý kiến về công tác ngôn ngữ học của chúng ta hiện nay / Hoàng Phê // Tin tức Hoạt động khoa học. - 1962. - số 12. - tr.: 1-2.
8. Phấn đấu cho tiếng Việt của chúng ta ngày thêm phong phú, trong sáng và đẹp đẽ / Hoàng Phê // Nghiên cứu Văn học. - 1962. - số 12. - tr.: 64-67.
9. Một số ý kiến về vấn đề thống nhất và tiêu chuẩn hoá tiếng Việt / Hoàng Phê // Nghiên cứu Văn học. - 1963. - số 3. - tr.: 45-62.
10. Trên cơ sở nào thống nhất chính tả? (Nhân đọc Việt ngữ chánh tả tự vị của Lê Ngọc Trụ) / Hoàng Phê // Nghiên cứu Văn học. - 1963. - số 7. - tr.: 115-124.
11. Từ điển chính tả phổ thông / Hoàng Phê, Đào Thản,.... - H. : Văn hóa, 1963. - 152tr ; 28 cm.
12. Về cách viết tên người và tên địa lí nước ngoài / Hoàng Phê // Hoạt động khoa học. - 1963. - số 7. - tr.: 4-8.
13. Về những phương hướng chính của công tác ngôn ngữ học ở Việt Nam : BCKH tại Đại hội ngôn ngữ học thế giới 1973 tại Bucarest / Hoàng Phê // Tạp chí Nhân dân Á-Phi. - 1963. - số 2. - tr.: 230-233. (Bằng tiếng Nga).
14. Ngôn ngữ cần được coi trọng / Hoàng Phê // Viết thế nào cho đúng. - H. : Hội Nhà báo, 1965. - tr.: 5-24.
15. Về vấn đề giữ gìn sự trong sáng của tiếng Việt / Hoàng Phê // Nghiên cứu ngôn ngữ học: T.1: Vấn đề giữ gìn sự trong sáng của tiếng Việt. - H. : KHXH, 1968. - tr.: 3-41.
16. Về việc biên soạn một quyển từ điển tiếng Việt mới / Hoàng Phê // Ngôn ngữ. - 1969. - số 2. - tr.: 3-18.
17. Ferdinand de Saussure với ’Giáo trình ngôn ngữ học đại cương’ : (một số suy nghĩ khi đọc Giáo trình ngôn ngữ học đại cương của F. de Saussure) / Hoàng Phê // F. de Saussure, Giáo trình ngôn ngữ học đại cương. - H. : KHXH, 1973. - tr.: 5-14.
18. Ý kiến về một vấn đề nhỏ: Ưu hay iu? / Hoàng Phê // Ngôn ngữ. - 1973. - số 4. - tr.: 56-63.
19. Phân tích ngữ nghĩa / Hoàng Phê // Ngôn ngữ. - 1975. - số 2. - tr.: 10-26.
20. Từ điển tiếng Việt phổ thông / Hoàng Phê (chủ biên),.... - H. : KHXH, 1975. - 308tr ; 25 cm; T.I: A-C.
21. Một số nguyên tắc giải quyết vấn đề chuẩn hoá chính tả / Hoàng Phê // Ngôn ngữ. - 1976. - số 1. - tr.: 1-10.
22. Vấn đề xây dựng và phát triển ngôn ngữ văn hóa dân tộc / Hoàng Phê // Ngôn ngữ. - 1976. - số 4. - tr.: 1-14.
23. Vấn đề thống nhất tiếng Việt ở dạng ngôn ngữ văn hoá / Hoàng Phê // Báo Nhân dân. - 1976. - ngày 17-18/09.
24. Xây dựng tiếng Việt văn hoá / Hoàng Phê // Báo Giải phóng. - 1976. - số 291.
25. Về quan điểm và phương hướng chuẩn hoá tiếng Việt / Hoàng Phê // Ngôn ngữ. - 1978. - số 3. - tr.: 9-20. BCKH trong Hội nghị Ngôn ngữ học ngành Đại học lần thứ nhất tại Tp. HCM, 1978.
26. Vấn đề cải tiến và chuẩn hoá chính tả / Hoàng Phê // Ngôn ngữ. - 1979. - số 3-4. - tr.: 2-24.
27. Yêu cầu cải tiến chính tả / Hoàng Phê // Báo Nhân dân. - 1979. - ngày 7/7.
28. Chuẩn hoá tiếng Việt về mặt từ vựng / Hoàng Phê // Ngôn ngữ. - 1980. - số 1. - tr.: 27-40. Cũng đăng trong ‘Giữ gìn sự trong sáng của tiếng Việt về mặt từ ngữ’. T.1, H.: KHXH, 1981, tr.: 86-93.
29. Sổ tay dùng từ / Hoàng Phê, Hoàng Văn Hành, Đào Thản. - H. : KHXH, 1980. - 123tr ; 15 cm.
30. Ngữ nghĩa của lời / Hoàng Phê // Ngôn ngữ. - 1981. - số 3-4. - tr.: 3-23. Cũng đăng trong ’Cái mới trong ngôn ngữ học nước ngoài’. T. XVI. M.: Progress, 1985, tr.: 399-405. (Bằng tiếng Nga).
31. Tiền giả định và hàm ý tiềm tàng trong ngữ nghĩa của từ / Hoàng Phê // Ngôn ngữ. - 1982. - số 2. - tr.: 49-51.
32. Logic của ngôn ngữ tự nhiên : (qua ngữ nghĩa một số từ thường dùng) / Hoàng Phê // Ngôn ngữ. - 1982. - số 4. - tr.: 35-43.
33. Một số vấn đề quan điểm trong vấn đề tên riêng không phải tiếng Việt / Hoàng Phê // Ngôn ngữ. - 1983. - số 3. - tr.: 8-20.
34. Vấn đề chuẩn hoá chính tả / Hoàng Phê // Chuẩn hoá chính tả và thuật ngữ. - H. : Giáo dục, 1983. - tr.: 103-132. Cũng đăng trong Báo Sài Gòn giải phóng, 1978 ngày 4/10.
35. Logic của ngôn ngữ tự nhiên: Toán tử logic-tình thái : qua cứ liệu tiếng Việt / Hoàng Phê // Ngôn ngữ. - 1984. - số 4. - tr.: 5-21.
36. Thử vận dụng logic mờ nghiên cứu một số vấn đề ngữ nghĩa / Hoàng Phê // Ngôn ngữ. - 1985. - số 1. - tr.: 17-26.
37. Từ điển chính tả tiếng Việt / Hoàng Phê (chủ biên), Lê Anh Hiền, Đào Thản. - H. : Giáo dục, 1985. - 367tr ; 19 cm; (Tái bản có sửa chữa bổ sung năm 2000).
38. Một số vấn đề về logic của ngôn ngữ tự nhiên : (qua cứ liệu tiếng Việt) / Hoàng Phê // Những vấn đề ngôn ngữ học về các ngôn ngữ phương Đông. - H. : Viện Ngôn ngữ học, 1986. - tr.: 430-438.
39. The logic of nature language: Logicomodal operator / Hoàng Phê // Social Sciences. - 1987. - số 1-2. - tr.: 104-117. Tên bài dịch ra tiếng Việt: Lôgic của ngôn ngữ tự nhiên: Toán tử lôgic-tình thái.
40. Logic-ngôn ngữ học / Hoàng Phê // Ngôn ngữ. - 1988. - số 2. - tr.: 28-39.
41. Từ điển tiếng Việt / Hoàng Phê (chủ biên), Bùi Khắc Việt, Chu Bích Thu, Đào Thản,.... - H. : KHXH, 1988. - 1206tr ; 23 cm. (Tái bản có sửa chữa, bổ sung năm 1992, 1994, 1995, 1996, 1997, 1998, 2000, 2001, 2002, 2003).
42. Ý nghĩa của hàm ngôn trong lời nói / Hoàng Phê // Tiếng Việt. - 1988. - tr.: 8-10; Số phụ của tạp chí "Ngôn ngữ".
43. Lôgic ngôn ngữ học : Qua cứ liệu tiếng Việt / Hoàng Phê. - H. : KHXH, 1989. - 184tr ; 20 cm; (Tái bản có sửa chữa bổ sung).
44. Đâu, đây, đấy / Hoàng Phê // Ngôn ngữ. - 1989. - số 3. - tr.: 7.
45. Ngôn ngữ và đời sống-một số vấn đề quan điểm / Hoàng Phê // Ngôn ngữ. - 1990. - số 7. - tr.: 12-15.
BCKH tại HNKH ‘Ngôn ngữ và đời sống xã hội-văn hóa’. H.: Viện Ngôn ngữ học-Tạp chí Ngôn ngữ, 1990.
46. Logic of natural languages: its universality and peculiarity : BCKH, Hội nghị quốc tế "Giáo dục hợp tác và phát triển", Tp. HCM, 1991 / Hoàng Phê // Language education: Interaction and development. - Australia. - 1991. - tr.: 155-162.
Cũng đăng trong ‘Vietnam social sciences’, 1991, s.1, tr.: 51-58.
Tên bài dịch ra tiếng Việt: Logic của ngôn ngữ tự nhiên: tính phổ quát và tính đặc thù.
47. Một số vấn đề từ điển học : qua việc biên soạn quyển ’Từ điển tiếng Việt’ / Hoàng Phê, Nguyễn Ngọc Trâm // Ngôn ngữ. - 1993. - số 4. - tr.: 18-24.
Cũng đăng trong ‘Một số vấn đề từ điển học’. - H.: KHXH, 1997, tr.: 7-25
48. Ngôn ngữ dân tộc, ngôn ngữ quốc gia và phát triển / Hoàng Phê // Những vấn đề chính sách ngôn ngữ ở Việt Nam. - H : KHXH, 1993. - tr.: 218-221.
49. Từ điển chính tả / Hoàng Phê. - Đà Nẵng : Nxb Đà Nẵng; H. : Trung tâm từ điển học, 1995. - 510tr ; 20 cm.
50. Dạy và học chính tả - dấu hỏi hay dấu ngã / Hoàng Phê. - Đà Nẵng : Nxb Đà Nẵng; H.: Trung tâm Từ điển học, 1996. - 128tr ; 21 cm; (Tái bản có sửa chữa bổ sung năm 2002).
51. Từ điển vần / Hoàng Phê. - Đà Nẵng : Nxb Đà Nẵng; H. : Trung tâm từ điển học, 1996. - 183tr. ; 21 cm.
52. Chính tả tiếng Việt, đặc điểm và các vấn đề : BCKH / Hoàng Phê // Hội thảo quốc tế về Việt Nam học. - H. - 1998. - ngày 15-17/8. - 15tr.
53. Chính tả tiếng Việt / Hoàng Phê. - H.: Trung tâm từ điển học; Đà Nẵng: Nxb Đà Nẵng, 1999. - 800tr ; 21 cm; (Tái bản có sửa chữa bổ sung năm 2001).
54. Hoàng Tuệ-nhà khoa học có tài năng, khí phách, tâm huyết / Hoàng Phê // Ngôn ngữ. - 1999. - số 5. - tr.: 77-78.
55. Vietnamese script: some characteristics and problems / Hoàng Phê // Etudes Vietnamiennes. - 1999. - p.: 22-36.
Tên bài dịch ra tiếng Việt: Chữ viết của tiếng Việt: một số đặc điểm và vấn đề.
56. Tên riêng nước ngoài nên viết nguyên dạng hay phiên âm? / Hoàng Phê // Thế giới mới. - 2000. - số 404. - Kì I: Loại từ ngữ này không có yêu cầu dân tộc hoá; 2000. - số 405. Kì II: Thực tiễn đời sống tự nói ra kết luận.
57. Anh Tô - những kỉ niệm khó quên / Hoàng Phê // Phạm Văn Đồng. - H. : Chính trị quốc gia, 2002. - tr.: 881-887.
58. Sổ tay dùng từ tiếng Việt / Hoàng Văn Hành, Hoàng Phê, Đào Thản. - Tái bản lần thứ nhất có sửa chữa và bổ sung. - H. : KHXH, 2002. - 213tr ; 21 cm.

## Tác phẩm
Sách
- Từ điển tiếng Việt - Tác giả: Hoàng Phê (chủ biên), Nhà xuất bản Khoa học xã hội, 1988
- Từ điển tiếng Việt - Tác giả: Hoàng Phê (chủ biên), Nhà xuất bản Đà Nẵng, Trung tâm Từ điển học, Hà Nội - Đà Nẵng, 2000.
- Dạy và học chính tả - Dấu HỎI hay dấu NGÃ?, Nhà xuất bản Đà Nẵng, Trung tâm Từ điển học, Hà Nội - Đà Nẵng, 2003.
- Từ điển chính tả, Nhà xuất bản Đà Nẵng - Trung tâm Từ điển học, Hà Nội - Đà Nẵng, 1995.
- Từ điển vần, Nhà xuất bản Đà Nẵng - Trung tâm Từ điển học, Hà Nội - Đà Nẵng, 1996.
- Chính tả tiếng Việt, Nhà xuất bản Đà Nẵng - Trung tâm Từ điển học, Hà Nội - Đà Nẵng, 1999.
- Logic-ngôn ngữ học, Nhà xuất bản Đà Nẵng - Trung tâm Từ điển học, Hà Nội - Đà Nẵng, 2003.
- Hoàng Phê tuyển tập ngôn ngữ học, Nhà xuất bản Đà Nẵng - Viện ngôn ngữ học & Trung tâm Từ điển học, Hà Nội - Đà Nẵng, 2008.
- Từ điển vần (in lần thứ tư), Nhà xuất bản Từ điển Bách khoa - Trung tâm Từ điển học, Hà Nội, 2010.

Công trình nghiên cứu
- 1960a. Tình hình tiếng Việt và mấy nhiệm vụ cấp bách. Tc. Nghiên cứu văn học, s.2, tr. 50-59.
- 1960b. Tiến tới giải quyết hợp lý vấn đề chữ quốc ngữ. Tc. Nghiên cứu văn học, s.11, tr. 10-33.
- 1960c. Vấn đề chữ quốc ngữ. Tc. Nghiên cứu văn học, s. 5, tr. 60-72.
- 1960d. Điểm qua những ý kiến gần đây về vấn đề cải tiến chữ quốc ngữ. Tc. Nghiên cứu văn học, s. 5, tr. 61-65.
- 1961a. Vấn đề cải tiến chữ quốc ngữ. Trg. Vấn đề cải tiến chữ quốc ngữ. H., Nhà xuất bản Văn hoá, tr. 9-139.
- 1961b. Tham luận về vấn đề cải tiến chữ quốc ngữ. Trg. Vấn đề cải tiến chữ quốc ngữ. H., Nhà xuất bản Văn hoá, tr. 373-381.
- 1963a. Trên cơ sở nào thống nhất chính tả? Tc. Văn học, s. 1, tr. 115-124.
- 1963b. Một số ý kiến về vấn đề thống nhất và tiêu chuẩn hoá tiếng Việt. Tc. Nghiên cứu văn học, s. 3, tr. 45-62.
- 1963c. Về cách viết tên người và tên địa lý nước ngoài. Tc. Tin tức hoạt động khoa học, s. 7, tr. 4-8.
- 1963d. & Từ Lâm, Nguyễn Lân, v.v. Từ điển chính tả phổ thông. H., Nhà xuất bản Văn hoá.
- 1968. Về vấn đề giữ gìn sự trong sáng của tiếng Việt. Trg. Nghiên cứu ngôn ngữ học. T1, H., Nhà xuất bản KHXH, tr. 3-41.
- 1969. Về việc biên soạn một quyển từ điển tiếng Việt mới. Tc. Ngôn ngữ, s. 2, tr. 3-18.
- 1970. Sự phát triển của ngôn ngữ dân tộc trong một nước thuộc địa đã giành được độc lập - Kinh nghiệm của nước Việt Nam Dân chủ Cộng hoà. BCKH, Đại hội quốc tế các nhà ngôn ngữ học lần thứ 10, Bu-ca-rét, 1967. Trg. Actes du Xè Congrès international des Linguistes. Bucarest, 1970, q. IV, tr. 831-835 (bằng tiếng Pháp, tiếng Anh).
- 1973a. F.de Saussure với "Giáo trình ngôn ngữ học đại cương" (Thay lời giới thiệu). Trg. F.de Saussure, Giáo trình ngôn ngữ học đại cương. H., Nhà xuất bản KHXH, tr. 5-14.
- 1973b. Ý kiến về một vấn đề nhỏ: ưu hay iu? (trao đổi ý kiến). Tc. Ngôn ngữ, s. 4, tr. 56-63.
- 1975a. Phân tích ngữ nghĩa. Tc. Ngôn ngữ, s. 2, tr. 10-26.
- 1975b. (Chủ biên), Từ điển tiếng Việt phổ thông. T.1, (A-C). H., Nhà xuất bản KHXH, 308tr.
- 1976a. Xây dựng tiếng Việt văn hoá. Báo Giải phóng, s. 291.
- 1976b. Một số nguyên tắc giải quyết vấn đề chuẩn hoá chính tả. Tc. Ngôn ngữ, s. 1, tr. 1-10.
- 1976c. Vấn đề thống nhất tiếng Việt ở dạng ngôn ngữ văn hoá. Báo Nhân dân ngày 17, 18/09.
- 1976d. Vấn đề xây dựng và phát triển ngôn ngữ văn hoá dân tộc. Tc. Ngôn ngữ, s. 4, tr. 1-14.
- 1978. Về quan điểm và phương hướng chuẩn hoá tiếng Việt. Tc. Ngôn ngữ, s. 3, tr. 9-20.
- 1979. Vấn đề cải tiến và chuẩn hoá chính tả. Tc. Ngôn ngữ, s. 3-4, tr. 2-24.
- 1980a. Chuẩn hoá tiếng Việt về mặt từ vựng. Tc. Ngôn ngữ, s. 1, tr. 27-40.
- 1980b. & Hoàng Văn Hành, Đào Thản. Sổ tay dùng từ. H., KHXH, 123tr.
- 1981a. Chuẩn hoá tiếng Việt về mặt từ vựng. Trg. Giữ gìn sự trong sáng của tiếng Việt về mặt từ vựng. T.1, H., Nhà xuất bản KHXH.
- 1981b. Ngữ nghĩa của lời. Tc. Ngôn ngữ, s. 3-4, tr. 3-24.
- 1982a. Logic của ngôn ngữ tự nhiên (qua ngữ nghĩa của một số từ thường dùng). Tc. Ngôn ngữ, s. 4, tr. 35-43.
- 1982b. Tiền giả định và hàm ý tiềm tàng trong ngữ nghĩa của từ. Tc. Ngôn ngữ, s. 2, tr. 49-51.
- 1983a. Một số vấn đề quan điểm trong vấn đề tên riêng không phải tiếng Việt. Tc. Ngôn ngữ, s. 3, tr. 8-20.
- 1983b. Vấn đề chuẩn chính tả. Trg. Chuẩn hoá chính tả và thuật ngữ. H., Nhà xuất bản Giáo dục, tr. 103-132.
- 1984. Logic của ngôn ngữ tự nhiên: toán tử logic - tình thái (qua cứ liệu tiếng Việt). Tc. Ngôn ngữ, s. 4, tr. 5-21.
- 1985a. Thử vận dụng logic mờ nghiên cứu một số vấn đề ngữ nghĩa. Tc. Ngôn ngữ, s. 1, tr. 17-25.
- 1985b. (Chủ biên) & Đào Thản, Lê Anh Hiền. Từ điển chính tả tiếng Việt. H., Nhà xuất bản GD, 367tr; In lần thứ hai (có sửa chữa bổ sung), 1988, 368tr.
- 1985c. Семантика высказнания, в Новое в лингвиcтикe, вып. XVI, M., Прогресс, 1985, cтp. 399-405 (Ngữ nghĩa của lời. Trg. Cái mới trong ngôn ngữ học).
- 1986. Một số vấn đề về logic của ngôn ngữ tự nhiên (qua cứ liệu tiếng Việt). Trg. Những vấn đề ngôn ngữ học về các ngôn ngữ phương Đông. H., Viện Ngôn ngữ học, tr. 430-438.
- 1987. Logic của ngôn ngữ tự nhiên: toán tử logic - tình thái (bằng tiếng Anh: The logic of natural language. Logico - modal operator). Tc. Social Sciences, H., q. I, s. 1-2, tr. 104-117.
- 1988a. (Chủ biên) Từ điển tiếng Việt. H., Nhà xuất bản KHXH, 1208tr. Tái bản có sửa chữa bổ sung 1992, 1994, 1995, 1996, 1997, 1998, H., Nhà xuất bản Đà Nẵng và Trung tâm Từ điển học, 1147tr. Tái bản có sửa chữa bổ sung 2000, 2001, 2002, 2003, 2004, 2005, 2006, H., Nhà xuất bản Đà Nẵng và Trung tâm từ điển học, 1221tr.
- 1988b. Logic-ngôn ngữ học. Tc. Ngôn ngữ, s. 2, tr. 28-39.
- 1988c. Ý nghĩa của hàm ngôn trong lời nói. H., Tc. Tiếng Việt, s. 1, tr. 8-9.
- 1989a. Logic-ngôn ngữ học. H., Nhà xuất bản KHXH, 186tr. Tái bản có sửa chữa bổ sung 2003, H., Nhà xuất bản Đà Nẵng và Trung tâm Từ điển học, 196tr.
- 1989b. Đâu, đây, đấy. Tc. Ngôn ngữ, s. 3, tr. 7.
- 1990a. Ngôn ngữ và đời sống - một số vấn đề quan điểm. Tc. Ngôn ngữ, s. 2, tr 12-15.
- 1990b. Logic của ngôn ngữ. Tc. Ngôn ngữ, s. 4, tr. 13.
- 1991. Logic của ngôn ngữ tự nhiên: tính phổ quát và tính đặc thù (bằng tiếng Anh: Logic of natural language: Its universality and peculiarity). BCKH, Hội nghị quốc tế "Giáo dục ngôn ngữ: hợp tác và phát triển". TP. HCM, 1991. Trg. Kỉ yếu "Language Education: Interaction and Development", Australia, 1991, tr. 155-162, và Tc. Vietnam Social Sciences, H., 1991, s. 1, tr. 51-58.
- 1993a. Tham luận tại Hội nghị Ngôn ngữ dân tộc, ngôn ngữ quốc gia và phát triển. Trg. Những vấn đề chính sách ngôn ngữ ở Việt Nam. H., Nhà xuất bản KHXH, tr. 218-221.
- 1993b. & Nguyễn Ngọc Trâm. Một số vấn đề từ điển học (qua việc biên soạn quyển Từ điển tiếng Việt). Tc. Ngôn ngữ, s. 4, tr. 18-24.
- 1995. Từ điển chính tả, H., Nhà xuất bản Đà Nẵng và Trung tâm Từ điển học, 508tr.
- 1996a. Dạy và học chính tả - Dấu hỏi hay dấu ngã? H., Nhà xuất bản Đà Nẵng và Trung tâm Từ điển học, 105tr.
- 1996b. Từ điển vần, H., Nhà xuất bản Đà Nẵng và Trung tâm Từ điển học, 183tr.
- 1997. Chuẩn của tiếng Việt văn hoá. Tc. Ngôn ngữ và đời sống, s. 10, tr. 4-6.
- 1998. Chữ viết tiếng Việt, đặc điểm và một số vấn đề. Báo cáo đọc tại Hội nghị quốc tế về Việt Nam học, H., tháng 7/1998. Trg. Chính tả tiếng Việt. H., Nhà xuất bản Đà Nẵng và Trung tâm Từ điển học, tr. III-VIII.
- 1999a. Tin học và ngôn ngữ học. Tc. Tin học và đời sống, s. 2, tr. 62-65.
- 1999b. Chính tả tiếng Việt. H., Nhà xuất bản Đà Nẵng và Trung tâm Từ điển học, 800tr.
- 1999c. Vietnamese script: some characteristics and problems. Etudes Vietnamese, p. 28-36.
- 2000. Tên riêng nước ngoài nên viết nguyên dạng hay phiên âm? Tc. Thế giới mới, s. 404, s. 405, tr. 78-81.[1]

## Giải thưởng
Giải thưởng Nhà nước về Khoa học và Công nghệ năm 2005, gồm cụm công trình:
- Logic - ngôn ngữ học, Nhà xuất bản Đà Nẵng, Đà Nẵng, 1989.
- Từ điển chính tả, Nhà xuất bản, Trung tâm Từ điển học, Hà Nội - Đà Nẵng, 1995.
- Từ điển vần, Nhà xuất bản Đà Nẵng, Trung tâm Từ điển học, Hà Nội - Đà Nẵng, 1996.
- Chính tả tiếng Việt, Nhà xuất bản, Trung tâm Từ điển học, Hà Nội - Đà Nẵng, 1999.
- Từ điển Tiếng Việt. Nhà xuất bản Đà Nẵng, Trung tâm Từ điển học, Hà Nội - Đà Nẵng 2000. Tác giả: GS Hoàng Phê (chủ biên), PGS Bùi Khắc Việt, TS Chu Bích Thu, PGS Đào Thản, GS Hoàng Tuệ, GS-TS Hoàng Văn Hành, CN Lê Kim Chi, CN Nguyễn Minh Châu, PGS-TS Nguyễn Ngọc Trâm, TS Nguyễn Thanh Nga, TS Nguyễn Thuý Khanh, GS-TS Nguyễn Văn Khang, PGS-TS Phạm Hùng Việt, CN Trần Cẩm Vân, CN Trần Nghĩa Phương, CN Vũ Ngọc Bảo, PGS Vương Lộc